# Sergentomyia malabarica
Sergentomyia malabarica är en tvåvingeart som först beskrevs av Annandale 1910.  Sergentomyia malabarica ingår i släktet Sergentomyia och familjen fjärilsmyggor. Inga underarter finns listade i Catalogue of Life.